# Josipovac Punitovački
Josipovac Punitovački – wieś w Chorwacji, w żupanii osijecko-barańskiej, w gminie Punitovci. W 2011 roku liczyła 787 mieszkańców.